# گورستان بایر
قبرستان بایر مربوط به سده‌های میانه دوران‌های تاریخی پس از اسلام است و در شهرستان سلسله، بخش مرکزی، دهستان قعله مظفری، روستای امیر علیا واقع شده و این اثر در تاریخ ۲۲ اسفند ۱۳۸۵ با شمارهٔ ثبت ۱۸۲۴۶ به‌عنوان یکی از آثار ملی ایران به ثبت رسیده است.